# Unison (album)
Unison è il quattordicesimo album ed il primo album in studio in lingua inglese della cantante canadese Céline Dion originariamente pubblicato il 2 aprile 1990 dalla Columbia Records. Questo album incorpora una gamma di generi contemporanei con un mix di ballad e canzoni pop-dance. La Dion ha lavorato con una serie di autori e produttori professionisti, tra cui Christopher Neil, David Foster, Tom Keane e Andy Goldmark.
Al momento della pubblicazione, l'album ha ricevuto recensioni generalmente positive da parte della critica, complimentata con la voce e la tecnica di Cèline, così come i contenuti dell'album. A livello commerciale, Unison ha raggiunto la top ten in Norvegia e la top twenty in Canada. Alla fine, è stato certificato sette volte disco di platino in Canada, disco di platino negli Stati Uniti e disco d'oro nel Regno Unito e in Francia. L'album ha venduto circa 10 milioni di copie in tutto il mondo.
Cinque singoli sono stati pubblicati dall'album, a seconda del paese. Where Does My Heart Beat Now è salito alla quarta posizione della Billboard Hot 100. Il singolo successivo degli Stati Uniti, (If There Was) Any Other Way raggiunse la trentacinquesima posizione. Nel 1991, Unison vinse il Juno Award come Album dell'Anno mentre Céline Dion vinse nella categoria Cantante femminile dell'Anno.

## Antefatti
Negli anni '80, Céline Dion pubblicò undici album in Canada e tre in Francia, tutti in lingua francese (lingua madre della Dion). Un album-raccolta fu pubblicato in Europa. In Canada, Incognito (1987) fu certificato due volte disco di platino, Tellement j'ai d'amour... (1982) disco di platino, e Les chemins de ma maison (1983) e Mélanie (1984) dischi d'oro. La Dion superò la classifica del Québec con successi come D'amour ou d'amitié, Mon ami m'a quittée, Incognito, Lolita (trop jeune pour aimer), Comme un cœur froid e D'abord, c'est quoi l'amour. D'amour ou d'amitié e Une colombe, poi certificati dischi d'oro in Canada. Negli anni '80, Céline aveva vinto quindici Félix Award, tra cui Rivelazione dell'Anno, Artista dell'Anno, Album dell'anno (Mélanie), Album Pop dell'Anno (Tellement j'ai d'amour ...), Miglio Album più venduto dell'Anno (Les chemins de ma maison e Mélanie), Canzone più popolare dell'Anno (Une colombe e Incognito), Singolo più venduto dell'Anno (Une colombe), Miglior Spettacolo live dell'Anno (Incognito tournée) e Miglior Artista ad aver raggiunto più successo fuori dal Québec. In Francia, la Dion divenne il primo artista canadese a ricevere un disco d'oro grazie al singolo D'amour ou d'amitié, scalando la top ten della classifica francese. Ulteriori successi in Europa arrivarono quando rappresentò la Svizzera all'Eurovision Song Contest del 1988 con la canzone Ne partez pas sans moi, che in seguito vinse la gara canora.
La CBS Records aveva inizialmente offerto 25.000 dollari per realizzare l'album, il che avrebbe permesso a Céline di registrare nuove voci sulle tracce musicali originali di Incognito. Tre eventi avrebbero sollevato la posta. In primo luogo, la Dion eseguì un duetto con Dan Hill in Can't We Try alla convention CBS Canada del 1987. La performance impressionò il presidente della compagnia, Bernie Di Matteo, abbastanza da permettergli di aumentare il budget a $ 100.000 in modo che alcune nuove canzoni potessero essere commissionate. Successivamente, ai Juno Award del 1987, Cèline Dion cantò Have a Heart. Dopo la performance, il budget salì a $ 300.000. Quando David Foster la vide in videocassetta, disse a Di Matteo che $ 300.000 non erano sufficienti, quindi ricevettero un budget illimitato. La registrazione del disco finì per costare $ 600.000. Unison fu registrato tra Londra, New York e Los Angeles.
Prima di pubblicare Unison nel 1990, Can't Live With You, Can't Live Without You, un duetto con Billy Newton-Davis fu pubblicato come singolo in Canada nel 1989 dal suo album, Spellbound. La Dion cantò anche con Warren Wiebe, duettando in Listen to Me, tratto dal film drammatico americano omonimo. Il terzo duetto registrato nel 1989 è stato con Dan Hill su Wishful Thinking tratto dal suo album, Real Love. Tuttavia, questi duetti non furono inclusi in Unison.

## Contenuti e pubblicazione
Unison include quattro canzoni prodotte dal produttore discografico britannico, Christopher Neil, che in precedenza lavorò con artisti come Sheena Easton, Mike + The Mechanics e Shakin' Stevens. Neil ha prodotto tre singoli promozionali dell'album, tra cui Where Does My Heart Beat Now, che riscosse molto successo, una cover della canzone di Sheena Easton, The Last to Know e l'inedito, (If There Was) Any Other Way. Altro produttore e compositore dell'album fu il canadese David Foster. Il suo lavoro di produzione includeva Have a Heart, che nella versione originale in lingua francese fu registrato per l'album del 1987 di Céline, Incognito. Andy Goldmark produsse una cover della canzone di Junior per il film con Tom Cruise, Il ribelle, Unison.
L'album, con dieci tracce, fu pubblicato il 2 aprile 1990 in Canada e l'11 settembre 1990 negli Stati Uniti. In altre parti del mondo, fu pubblicato il 21 febbraio 1991 in Giappone e il 4 marzo 1991 in Europa e Australia.

## Singoli
Cinque singoli da Unison sono stati pubblicati in Canada: (If There Was) Any Other Way nel marzo 1990, Unison nel luglio 1990, Where My Heart Beat Now nel settembre 1990, The Last to Know in marzo 1991 e Have a Heart nel luglio 1991. Tutti i singoli raggiunsero la top-40 in Canada, Where Does My Heart Beat Now raggiunse la prima posizione della classifica Canada Adult Contemporary. Ebbe anche successo nella classifica statunitense Adult Contemporary (Billboard), salendo in seconda posizione mentre gli altri quattro singoli raggiunsero altre posizioni della top-ten. Negli Stati Uniti, Where Does My Heart Beat Now fu pubblicato come singolo apripista nel settembre 1990, seguito da (If There Was) Any Other Way nel marzo 1991 e The Last to Know nel giugno successivo. Where Does My Heart Beat Now divenne la prima hit della Dion a raggiungere la top-five nella Billboard Hot 100, classificandosi quarta. (If There Was) Any Other Way raggiunse la trentacinquesima posizione. Sommariamente i tre singoli pubblicati negli Stati Uniti entrarono nella US Adult Contemporary. All'inizio del 1991, Where Does My Heart Beat Now fu pubblicato come primo singolo da Unison al di fuori del Nord America ottenendo il successo in Norvegia, dove raggiunse la terza posizione della classifica. Where Does My Heart Beat Now raggiunse le top 40 delle classifiche in Irlanda, Francia, Belgio, Paesi Bassi e Nuova Zelanda. In Australia raggiunse la posizione numero 62 e nel Regno Unito la numero 72.

## Promozione
Il 6 maggio 1989 Céline Dion aprì l'Eurovision Song Contest esibendosi con la canzone vincitrice dell'anno precedente, Ne partez pas sans moi e con Where Does My Heart Beat Now, brano del suo nuovo album in lingua inglese, Unison. Nel 1990 e nel 1991, la Dion promosse l'album in vari programmi televisivi. La sua prima apparizione televisiva americana fu al The Tonight Show, dove si esibì in Where Does My Heart Beat Now il 21 settembre 1990. Cèline cantò la stessa canzone al The Tonight Show di nuovo il 15 novembre 1990. Altre esibizioni negli Stati Uniti includevano: Where Does My Heart Beat Now a Good Morning America, Live with Regis and Kathie Lee e a Into the Night with Rick Dees; Where Does My Heart Beat Now e (If There Was) Any Other Way a Super Dave e The Last to Know a The Tonight Show. In Canada, la Dion eseguì (If There Was) Any Other Way durante i Juno Award del 1991. Cantò (If There Was) Any Other Way, Unison e Where Does My Heart Beat Now su vari tv-show canadesi. Per promuovere il suo ultimo album la cantante partì per l'Unison Tour che fece il tutto esaurito. Performances in show televisivi in altri paesi includevano Where Does My Heart Beat Now in Olanda nel 1990, in Francia a Le Monde Est À Vous, il 7 aprile 1991 e (If There Was) Any Other Way e Where Does My Heart Beat Now in Norvegia nel 1991.

## Recensioni da parte della critica
L'album fu in gran parte influenzato dal sound rock degli anni '80 che era adatto al formato radiofonico contemporaneo per adulti. Unison colpì tutte le note giuste con i critici: Jim Farber di Entertainment Weekly scrisse che la voce di Céline Dion era "gradevolmente disadorna" e "che non ha mai tentato di far emergere stili che sono al di là di lei." Stephen Thomas Erlewine di AllMusic dichiarò l'album come "un debutto americano sofisticato e raffinato." Jan De Knock del Chicago Tribune scrisse che "sebbene la grande voce di Céline inviti il confronto con lo stile power-pop di Taylor Dayne e Laura Branigan ... ha anche un tocco abile con un groove R&B."

## Successo commerciale
In Canada, Unison raggiunse il quindicesimo posto della classifica e fu certificato sette volte disco di platino. Negli Stati Uniti, raggiunse il picco per un numero di settantaquattro settimane, vendendo oltre 1,2 milioni di copie ottenendo la certificazione di patino. Unison raggiunse la numero otto in Norvegia, la numero cinquantacinque nel Regno Unito e anche in Belgio. Fu certificato disco d'oro nel Regno Unito e in Francia. In Australia salì in quindicesima posizione. L'album vendette oltre tre milioni di copie in tutto il mondo.

## Riconoscimenti
Ai Juno Award del 1991, Cèline Dion riceve due riconoscimenti per Miglior Album dell'Anno (Unison) e Miglior Artista Femminile dell'Anno. Era la prima volta nella storia dei Juno Award che un artista franco-canadese ricevesse dei primi così prestigiosi. Unison (Mainstream Mix) fu nominato per la Miglior Registrazione Dance mentre David Foster fu nominato nella categoria Produttore dellì'Anno per aver prodotto Have a Heart e Love by Another Name. Ai Juno Award del 1992, la Dion vinse nuovamente come Miglior Artista Femminile dell'Anno e fu candidata nella categoria Intrattenitore Canadese dell'Anno. Nel 1990, ricevette un Félix Award come Miglior Artista Anglofono dell'Anno, ma rifiutò il premio pubblicamente per non considerarsi un'artista anglofona e per dimostrare ai suoi fan québecchesi di non averli mai traditi. Nel 1991, Céline vinse il Félix Award nella categoria Artista dell'Anno ad aver ottenuto il maggior successo con una lingua diversa dal francese e fu candidata per Miglior Artista dell'Anno che ha ottenuto il successo al di fuori del Québec. L'Unison Tour vinse nella categoria Miglior Direttore di Scena dell'Anno e venne candidato nella categoria Progettista di Luci dell'Anno. Unison Tour ricevette anche il Platinum Ticket Award per aver venduto oltre 100.000 biglietti solo in Québec. Nel 1992, la Dion fu nominata per il Gemini Award come Migliore interpretazione in un programma di varietà o serie per la sua interpretazione di Where Does My Heart Beat Now ai Juno Award del 1991. Where Does My Heart Beat Now ha anche vinto l'ASCAP Pop Award per la canzone più rappresentata negli Stati Uniti. Inoltre, gli speciali televisivi Céline Dion - Unison e Céline Dion: 10 ans déjà furono nominati per vari Gémeaux Award nel 1990 e nel 1992. Céline Dion - Unison vinse il Gémeaux Award come Miglior Varietà Speciale.

## Tracce

### Unison
1. (If There Was) Any Other Way – 4:00 (Paul Bliss)
2. If Love Is Out the Question – 3:53 (Bliss, Phil Palmer)
3. Where Does My Heart Beat Now – 4:32 (Robert White Johnson, Taylor Rhodes)
4. The Last to Know – 4:35 (Brock Walsh, Phil Galdston)
5. I'm Loving Every Moment with You – 4:08 (Tom Keane, Eric Pressly, Tyler Collins)
6. Love by Another Name – 4:51 (David Foster, Clif Magness, Glen Ballard)
7. Unison – 4:12 (Andy Goldmark, Bruce Roberts)
8. I Feel Too Much – 4:08 (Keane, Pressly)
9. If We Could Start Over – 4:21 (Stan Meissner)
10. Have a Heart – 4:12 (Aldo Nova, Billy Steinberg, Ralph McCarthy)

## Classifiche

### Classifiche settimanali
| Paese (1990) | Posizione massima |
| ------------ | ----------------- |
| Canada       | 15                |
| Norvegia     | 8                 |
| Regno Unito  | 55                |
| Stati Uniti  | 74                |

### Classifiche annuali
| Paese (1990) | Posizione |
| ------------ | --------- |
| Canada       | 100       |